# Hồ Hán Thương
Hồ Hán Thương (chữ Hán: 胡漢蒼, 1383 – 1407), Minh thực lục và Minh sử ghi Hồ Đê (胡𡗨), là hoàng đế thứ hai và cũng là cuối cùng của nhà Hồ, từ năm 1401 đến khi bị nhà Minh đánh bại vào năm 1407. Ông bị giải về Kim Lăng (Trung Quốc) rồi bị giết.

## Thân thế
Hồ Hán Thương, không rõ sinh năm nào, tên cũ là Hỏa (火), là con thứ của Hồ Quý Ly, mẹ là Huy Ninh công chúa Trần thị, con gái của Trần Minh Tông. Công chúa vốn lấy một người tông thất là Trần Nhân Vinh, nhưng Nhân Vinh qua đời sớm, anh của công chúa là Trần Nghệ Tông muốn thắt chặt quan hệ với Quý Ly nên bắt em gái gả cho Quý Ly, sinh ra Hán Thương và một con gái nữa là Hồ Thánh Ngâu.
Những năm Hồ Quý Ly chuyên quyền nhà Trần, Hán Thương được nhậm chức Thái phó.
Năm 1400, Hồ Quý Ly phế cháu ngoại là Trần Thiếu Đế để tự lập, sinh ra nhà Hồ. Do e ngại nhiều thế lực còn chống đối, vào năm sau (1401), Hán Thương được phụ hoàng chính thức truyền ngôi. Bản thân Quý Ly trở thành Thái thượng hoàng và vẫn nắm quyền quyết định mọi việc.
Hồ Hán Thương được Quý Ly rất yêu và từ lâu đã có ý định truyền ngôi, nhưng trên Hán Thương còn có người anh khác mẹ là Hồ Nguyên Trừng. Chính Hồ Quý Ly e ngại con trưởng Hồ Nguyên Trừng không bằng lòng, sẽ gây ra bất hòa trong nội bộ chính quyền vẫn còn rất yếu của mình. Tuy nhiên Hồ Nguyên Trừng khẳng khái tỏ lòng mình không tranh giành với em, do đó Hồ Quý Ly quyết định truyền ngôi cho Hồ Hán Thương. Ngoài ra, Hồ Hán Thương có mẹ là một công chúa nhà Trần nên sẽ thuận lợi về chính danh khi lên ngôi hơn Hồ Nguyên Trừng.

## Hoàng đế

### Đánh Chiêm Thành
Trong thời gian ở ngôi, Hồ Hán Thương đã 2 lần đánh Chiêm Thành. Lần đầu năm 1402, quân Đại Ngu thắng lợi, khiến vua Chiêm phải dâng Chiêm Động và Cổ Lũy (Quảng Nam và bắc Quảng Ngãi hiện nay). Nhà Hồ chiếm được đất ấy đặt ra 4 châu Thăng, Hoa, Tư, Nghĩa.
Năm 1403, Hồ Hán Thương lại sai Phạm Nguyên Khôi đi đánh Chiêm. Quân Đại Ngu vây kinh đô Đồ Bàn của Chiêm Thành trong 9 tháng không hạ được, bị hết lương phải rút về.
Lãnh thổ Đại Ngu dưới thời Hồ Hán Thương được mở rộng về phía Nam (đến bắc Quảng Ngãi hiện nay).

### Cuộc xâm lược của nhà Minh
Năm 1403, phái đoàn sứ giả của Hồ Hán Thương cử sang nhà Minh xin thụ phong, lấy cớ nhà Trần đã tuyệt tự, Hán Thương là con của một nữ tộc họ Trần được nhân dân tôn kính và xin thay thế nhận phong. Nhà Minh bèn sai sứ sang điều tra thực hư. Tháng 5, sứ nhà Minh là Dương Bột (Yang Bo) được cử sang An Nam điều tra. Tháng 12 cùng năm, sứ đoàn trở về Trung Quốc và báo cáo việc trên đúng như Hán Thương nói. Nhà Minh khi đó mới quyết định gia phong Hán Thương làm An Nam quốc vương.
Tháng 10 năm 1404, Trần Khang, một gia nô của Trần Tông - người bị nhà Trần trị tội theo Chiêm Thành - đổi tên là Thiêm Bình, trốn sang Trung Quốc tự xưng là con cháu nhà Trần và xin viện binh đánh nhà Hồ.
Năm 1404, nhà Minh sai Lý Ỷ sang hỏi nhà Hồ về việc Trần Thiêm Bình. Sau khi Lý Ỷ về, Hồ Hán Thương sai Nguyễn Cảnh Chân dâng biểu tạ tội và xin rước Trần Thiêm Bình về nước và tôn làm Chúa. Minh Thành Tổ hứa phong cho Hán Thương một quận lớn nếu chịu quy phục. Biết nguy cơ xâm lược của nhà Minh, Hồ Hán Thương cùng Thượng hoàng Hồ Quý Ly ra sức chuẩn bị. Ông động viên thêm quân, xây thành Đa Bang, phòng thủ các cửa sông.
Năm 1406, nhà Minh sai Hoàng Trung mang quân đưa Trần Thiêm Bình về nước. Hồ Hán Thương điều binh đón đánh. Quân Đại Ngu đánh bại quân Minh khiến Hoàng Trung phải giao nộp Thiêm Bình mới rút được về nước.
Cuối năm 1406, Minh Thành Tổ lại sai Trương Phụ, Mộc Thạnh mang 80 vạn quân sang đánh Đại Ngu. Lấy danh nghĩa "phù Trần diệt Hồ", nhà Minh viết bảng văn kể tội họ Hồ để phân hóa người Việt trong tình hình đất nước rối ren do sự suy sụp của nhà Trần. Các chính sách cải cách do Thượng hoàng Quý Ly khởi xướng vốn không được nhân dân ủng hộ, thêm vào đó là sự chống đối của tàn dư con cháu họ Trần vốn cũng là cùng dòng họ với Hồ Quý Ly nên đất nước bị chia rẽ từ bên trong và không có nhiều người tài tận lực vì nhà Hồ đánh quân Minh. Thêm vào đó cũng phải nói đến nhãn quan chính trị của Hồ Quý Ly đã không tăng cường tuyên truyền và làm cho nhân dân rõ bản chất của quân Minh và tàn dư của nhà Trần. Chính vì vậy, khi đánh nhau quân nhà Hồ liên tiếp bị thua các trận Mộc Hoàn và mất thành Đa Bang.
Tháng 2 năm 1407, Hồ Hán Thương cùng Thượng hoàng Quý Ly phải lui về Tây Đô. Tháng 3, Tả Tướng quốc Hồ Nguyên Trừng tập hợp lại lực lượng và sai người đón Hồ Hán Thương cùng Hồ Quý Ly ra Bắc cự địch. Hai bên đụng độ ở Hàm Tử. Quân nhà Hồ bị phục binh của quân Minh, bị thua nặng. Hồ Hán Thương cùng cha lại phải chạy vào Tây Đô (Thanh Hóa).
Ngày 23 tháng 4, quân Minh đánh vào Lỗi Giang, quân nhà Hồ không đánh mà tan. Ngày 29, quân Minh đánh vào cửa biển Điển Canh, thủy quân nhà Hồ tự tan vỡ. Hồ Hán Thương cùng cha định lánh đến Thâm Giang nhưng không thành, phải bỏ chạy vào Tân Bình. Cha con lạc nhau, Hồ Hán Thương mang Thái tử Hồ Nhuế chạy vào núi Cao Vọng (Kỳ Anh, Hà Tĩnh).
Ngày 11 tháng 5, quân Minh đánh vào Vĩnh Ninh. Tướng Minh là Vương Sài Hồ bắt được Thái thượng hoàng Hồ Quý Ly ở ghềnh Chẩy Chẩy; Lý Bân bắt được Hồ Nguyên Trừng ở cửa biển Kỳ La. Ngày 12 tháng 5, bộ tướng của Mạc Thúy - hàng tướng người Việt - là Nguyễn Như Khanh bắt được Hồ Hán Thương và Thái tử Hồ Nhuế ở núi Cao Vọng (Kỳ Anh, Hà Tĩnh).

### Kết cục
Người Minh thống kê những thứ đã thu được: 48 phủ, châu, 168 huyện, 3.129.500 hộ, 112 con voi, 420 con ngựa, 35.750 con trâu bò, 8.865 chiếc thuyền.
Sau đó, Trương Phụ, Mộc Thạnh sai Đô đốc thiêm sự Liễu Thăng; Hoành hải tướng quân Lỗ Lân; Thần cơ tướng quân Trương Thăng, Đô chỉ huy sứ Du Nhượng; Chỉ huy đồng tri Lương Định; Chỉ huy thiêm sự Thân Chí bắt giải Quý Ly và các con là Hán Thương, Trừng, Triết, Uông, các cháu là Nhuế, Lô, Phạm, cháu nhỏ là Ngũ Lang, em là Quý Tỳ, cháu gọi bằng bác là Nguyên Cữu, Tử Tuynh, Thúc Hoa, Bá Tuấn, Đình Việp, Đình Hoảng; các tướng thần là Đông Sơn hương hầu Hồ Đỗ, Hành khiển Nguyễn Ngạn Quang, Lê Cảnh Kỳ; các tướng quân là Huyện bá Đoàn Bổng, Đình bá Trần Thang Mông, Trung lang tướng Phạm Lục Tài cùng các ấn tín đến Kim Lăng để dâng.
Khi đó, vua Minh hỏi rằng: "Đại Minh như vậy, sao không sợ phục mà dám láo xược chống cự?" Đều trả lời là không biết. Vua Minh lại nói: "Từng sai sứ giả sang bảo, không phải là không biết".
Nhà Minh vờ cho Vương Nhữ Tương, Đồng Ngạn Hú, Nguyễn Quân, Lê Sứ Khải làm Kinh Bắc thị lang và tham chính ở Sơn Tây, Thiểm Tây, Sơn Đông, sai người đưa đi, đến nửa đường thì giết. Nhà chính trị Hồ Hán Dân thời Trung Hoa Dân Quốc nhận mình là dòng dõi của Hồ Hán Thương.
Riêng gia đình họ Hồ, theo Minh thực lục ghi lại đều được tha tội. Con cả Quý Ly và là anh của Hán Thương là Hồ Nguyên Trừng có tài được thu dụng, còn cha con Hồ Quý Ly và Hồ Hán Thương bị đày ra Quảng Tây.

## Nhận định
Trong sách Đại Việt thông giám tổng luận, soạn năm 1514, sử thần Lê Tung đứng trên quan điểm Tân Nho giáo thời Hậu Lê coi Hồ Hán Thương là người "nối ngôi thoán đoạt, bạo chính hại dân".